# John Adel Elya

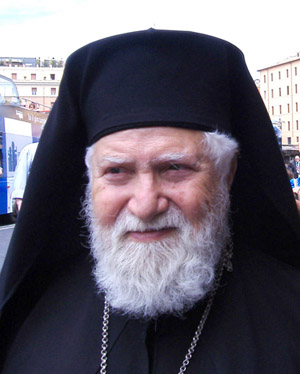
Bischof John Adel Elya BS (2008)

John Adel Elya BS (* 16. September 1928 in Maghduscha, Libanon; † 19. Juli 2019) war ein libanesischer Ordensgeistlicher und melkitischer Bischof von  Newton (USA).

## Leben
Nach seinem Eintritt in die Ordensgemeinschaft der Basilianer vom Heiligsten Erlöser legte John Adel Elya 1949 sein Ordensgelübde ab. Er studierte Philosophie und Theologie und wurde am 17. Februar 1952 zum Priester geweiht. Als Priester war er in Jordanien, Manchester (New Hampshire), Toronto (Kanada) und Lawrence (Massachusetts) tätig. Danach wurde er Kirchenrektor an der melkitischen Kathedrale in Roslindale (Massachusetts). Während seiner Tätigkeit als Priester erwarb er seinen Magister in Theologie am Boston College. 
An der Päpstlichen Universität Gregoriana promovierte er zum Doktor der Theologie. Danach lehrte er Moraltheologie und Philosophie im Kloster des Heiligen Erlösers im Libanon. Er übernahm später das Amt des Rektors am Priesterseminar des hl. Basilius in Methuen (Massachusetts).

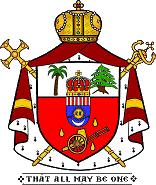
Bischofswappen

1977 wurde Elya zum Archimandrit ernannt. Es folgte am 21. März 1986 die Ernennung durch Papst Johannes Paul II. zum Weihbischof in Newton unter der gleichzeitigen Ernennung zum Titularbischof von Abila Lysaniae. Am 29. Juni 1986 wurde er von Erzbischof Maximos V. Hakim, dem Patriarchen von Antiochien, zum Bischof geweiht. Mitkonsekratoren waren Joseph Elias Tawil, emeritierter Erzbischof von Newton, und Michel Hakim BS, emeritierter Apostolischer Exarch von Kanada. Er folgte am 25. November 1993 seinem Vorgänger Ignatius Ghattas im Amt des Bischofs von Newton. Zu seinem 50. Priesterjubiläum konnte er die persönlichen Glückwünsche von Johannes Paul II. entgegennehmen. Er war der nationale Prior des Patriarchalischen Ordens vom Heiligen Kreuz zu Jerusalem in den USA.
Während seiner Amtszeit war er Mitkonsekrator bei Ibrahim Michael Ibrahim BS, Bischof von  Montréal. Am 22. Juni 2004 trat er in den Ruhestand und übergab sein Amt an seinen Nachfolger Cyrille Salim Bustros. Sein aus Altersgründen vorgebrachtes Rücktrittsgesuch nahm Johannes Paul II. an.